# Pusztai varánusz
A pusztai varánusz (Varanus griseus) a pikkelyes hüllők rendjének (Squamata) gyíkok alrendjébe (Sauria) tartozó varánuszfélék családjának (Varanidae) egyik faja.
Régóta ismert faj, már Hérodotosznál olvashatunk róla.

## Előfordulása
Észak-Afrika és Délnyugat-Ázsia füves-homokos félsivatagaiban él; Arábiában a kősivatagokat szereti.
A következő országokban találhatjuk meg: Jordánia, Törökország, Marokkó, Algéria, Tunézia, Líbia, Egyiptom, Izrael, Szíria, Libanon, Irak, Szaúd-Arábia, Omán, Jemen, Egyesült Arab Emírségek, Kuvait, Türkmenisztán, Kazahsztán, Üzbegisztán, Tádzsikisztán, Kirgizisztán, Nyugat-Szahara, Mauritánia, Mali, Niger, Csád, Szudán, Afganisztán, Irán, Pakisztán és India.

## Megjelenése
Farka hengeres, felső él nélkül. Hasíték formájú orrnyílásai rézsút állnak; metszőfogai aprók, de szélesek. Felül szürkéssárga alapon barna keresztsávok tarkítják; hasalja egyszínű homoksárga. Körülbelül 130 cm-re nő meg. Garatja szerfölött tágulékony, ezért a nyakánál kétszer vastagabb falatokat is le tudja nyelni. A hím a nősténytől látszatra nem különbözik.

## Életmódja
Főleg apró állatokkal – rovarokkal, kisebb rágcsálókkal ezenfelül pedig kisebb gyíkokkal, sőt kígyókkal is – táplálkozik, de megeszi a madarak tojásait, sőt, a kannibalizmus sem idegen tőle: az öreg varánuszok gyakran felfalják a fiatalokat.
Többnyire valamely bokor vagy nagyobb kő tövébe ás lyukat magának, de csak a nap legforróbb óráiban húzódik be oda, mivel szerfölött melegkedvelő, csak + 30°C körül érzi igazán jól magát. +10 °C-on csaknem merev; +15 °C-on még nagyon lomhán mozog.

## Szaporodása
Júniusban párosodik, és júliusban a reggeli órákban, 10–15 perces időközökben rakja le és rejti a homokba 10–20 kicsiny, hosszúkás tojását. A fészekaljat a nőstény őrzi. Az ifjú varánuszok életük negyedik–ötödik életévében válnak ivaréretté, ekkor úgy 50–60, ritkán 80 cm-esek.

## Külső hivatkozások
- Brehm: Az állatok világa
- ITIS állatrendszertan